# Courchevel (comuna)
Courchevel é uma comuna francesa na região administrativa de Auvérnia-Ródano-Alpes, no departamento da Saboia. Estende-se por uma área de 68.90 km². Em 2010 a comuna tinha 2 435 habitantes (densidade: 35,3 hab./km²).
Foi criada em 1 de janeiro de 2017, após a fusão das antigas comunas de Saint-Bon-Tarentaise (sede da comuna) e La Perrière. Foi nomeada em referência à estação de esqui mais próxima, Courchevel.